# Romeo & Juliet (téléfilm, 2021)
Pour plus de détails, voir Fiche technique et Distribution.
Romeo & Juliet est un téléfilm britannique réalisé par Simon Godwin, diffusé en 2021.

## Synopsis
Au cœur de l'Italie contemporaine, Juliet rencontre Romeo. Issus de deux familles rivales, rien ne les prédestinait à s'aimer. Pourtant les jeunes gens s'éprennent l'un de l'autre. Leur passion est sincère, farouche, irrépressible, elle peut tout affronter.
Pour être ensemble, Romeo et Juliet cherchent à s'affranchir d'une existence violente où les valeurs catholiques et laïques s'affrontent, où la haine enfle inexorablement. Mais leur volonté romantique se heurte vite à la réalité.

## Fiche technique
- Titre : Romeo & Juliet
- Réalisation : Simon Godwin
- Scénario : Emily Burns d'après Roméo et Juliette de William Shakespeare
- Musique : Michael Bruce
- Photographie : Tim Sidell
- Montage : Nick Emerson
- Directeur de casting : Alastair Coomer, Bryony Jarvis-Taylor
- Costumes : Soutra Gilmour
- Maquillage : Giuseppe Cannas, Augusta De Angelis, Megan Norris
- Production : Emma Downes, Dixie Linder, Rufus Norris, David Sabel
- Sociétés de production : Cuba Pictures, National Theatre, Sabel Productions
- Société de distribution : Sky Arts
- Pays d'origine :  Royaume-Uni
- Langue originale : anglais
- Genre : drame, romance
- Durée : 95 minutes
- Date de sortie :
  - Royaume-Uni : 4 avril 2021 (Sky)
  - États-Unis : 23 avril 2021 (PBS)

## Distribution
|                                                          |  |  |
| Les acteurs principaux, Josh O'Connor et Jessie Buckley. |  |  |

- Josh O'Connor : Romeo Montague
- Jessie Buckley : Juliet Capulet
- Fisayo Akinade : Mercutio
- Shubham Saraf : Benvolio Montague
- David Judge : Tybalt Capulet
- Lucian Msamati : Friar Laurence
- Alex Mugnaioni : Paris
- Ella Dacres : Peta
- Deborah Findlay : Nurse
- Tamsin Greig : Lady Capulet
- Ellis Howard :  Sampson
- Lloyd Hutchinson : Lord Capulet
- Colin Tierney : Lord Montague
- Adrian Lester : Prince

## Production
Romeo & Juliet devait être joué initialement au National Theatre, durant l'été 2020. À la suite de la pandémie de coronavirus, de nombreuses productions scéniques sont annulées, dont cette adaptation moderne de la romance shakespearienne. Les producteurs s'efforcent dès lors de sauver le projet et le reconfigurent pour le petit écran.
Jessie Buckley ne cache pas son scepticisme face à cette décision : « Vous créez [un spectacle] pour un public qui le verra à travers un écran, pas pour un public qui le vivra avec vous en direct, tous les soirs. Cette proximité du public est la grande joie du théâtre. Cette nouvelle vision est un peu effrayante parce que nous ne savions pas encore en quoi elle consiste, et nous devions la créer essentiellement à partir de zéro ». Selon Josh O'Connor, « c'est aussi terrifiant, sinon plus terrifiant, de réaliser un film dans ces conditions. [...] Cette concoction a brassé quelque chose de totalement unique, qui ne se reproduira plus jamais ». Déçus dans un premier temps de ne pas pouvoir retourner sur les planches en public, les comédiens tempèrent finalement ce coup du sort et l'abordent comme un nouveau défi.

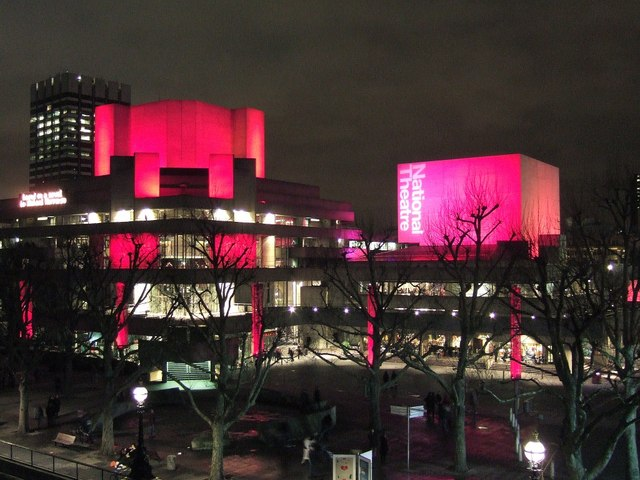
Le National Theatre, de nuit.

Le réalisateur Simon Godwin (directeur artistique de la Shakespeare Theatre Company à Washington) et le directeur de la photographie Tim Sidell tournent Romeo & Juliet sur la scène Lyttelton du National Theatre. La période de tournage est très restreinte : elle s'étend sur 17 jours durant lesquels les précautions médicales sont de mises. Des tests COVID sont effectués deux fois par semaine sur l'équipe et les scènes les plus intimes sont filmées dès les premières heures succédant aux résultats négatifs.
Profitant de la singularité de ce film hybride, Godwin et Sidell entrecoupent les scènes, insèrent des gros plans particulièrement longs et jouent sur la mise en abîme du projet. Par exemple, les acteurs apparaissent pour la première fois en tenue de répétition. La chroniqueuse Linda Holmes note qu'« au début, les structures squelettiques remplacent les décors réels : un acteur franchit une porte indépendante sans mur autour ou s'assoit sur une chaise ornée dans un immense espace vide et sans fioritures. Mais petit à petit, au fil de l'histoire, le théâtre devient leur Vérone, leurs vêtements évoluent vers des costumes minimalistes mais significatifs, et ce qui a été imaginé devient réel ».
De son côté, Emily Burns effectue un gros travail d'adaptation sur la pièce et la réduit à une durée inhabituelle de 90 minutes. Elle introduit en outre des changements significations. Le rôle de Lady Capulet est renforcé, cette dernière délivrant de nombreuses tirades originellement dévolues à Lord Capulet. Benvolio et Mercutio ont une relation ouvertement homosexuelle. Le casting présente également une grande diversité ethnique.

## Réception critique
Les retours de la presse sont globalement élogieux. L'alchimie du duo principal fait l'unanimité, de même que l'ensemble du casting et les partis-pris de ce « long-métrage théâtralisé ».
Pour Susannah Clapp du Guardian, ce Romeo & Juliet est « un exemple accompli de drame de style pandémique : une fusion élégante du théâtre et du cinéma ». Elle salue en outre « la ferveur d'un couple d'amants exceptionnels [...]. Jessie Buckley est complètement absorbée et absorbante, prophétiquement effrayée, mettant son âme aussi nue que son visage sans maquillage. Grave et gracieux, Josh O'Connor arbore le même sourire en coin qu'il affichait dans The Crown, sauf qu'ici son cœur semble s'embraser ».

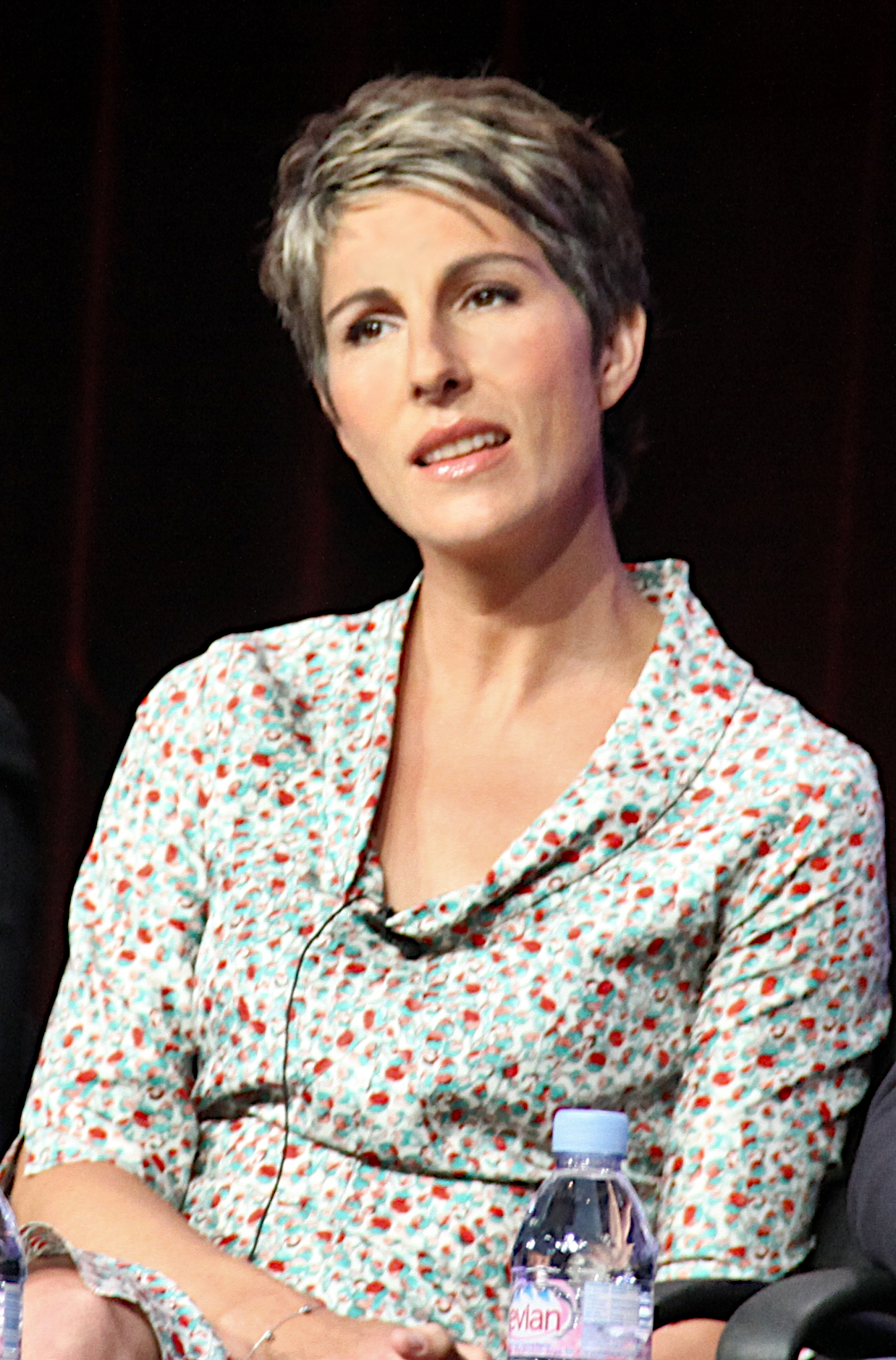
Tamsin Greig dont la prestation en Lady Capulet est également encensée.

Selon Linda Holmes (NPR), Buckley et O'Connor ne jouent par Juliette et Roméo « comme des adolescents avec des étoiles plein les yeux mais comme de jeunes adultes lubriques et piégés ». Le contexte entourant sa production et son tournage lui laisse à croire qu'il « s'agit de l'une des histoires d'amour les plus poignantes et les plus touchantes sur le théâtre lui-même qui pourrait éventuellement résulter de la dévastation que la pandémie a apportée au spectacle vivant ». La journaliste conclue en affirmant que le résultat est « efficace et captivant ».
Chroniqueuse pour The Highlander, Rebecca Salinas affirme que « les changements apportés à cette version de Roméo et Juliette la rendent vibrante ». Elle loue la réinterprétation de Lady Capulet par « la merveilleuse Tamsin Greig » : la comédienne « remplit le personnage d'une nature malveillante et dominatrice [...]. C'est elle qui contrôle la maison Capulet [...]. Le spectateur comprend alors que Lady Capulet exerce sa capacité à détruire les autres pour son propre profit. Bien que cela aille de pair avec la Lady Capulet originale, représentée comme égoïste, c'est une position rafraîchissante qui démontre que sa réputation ne dépend plus de son mari mais que c'est elle qui la façonne ». Elle achève son article de la façon suivante : ce Romeo & Juliet « n'est pas un remake typique ; c'est l'adaptation magistrale d'une histoire bien connue ».
Lors d'un entretien mené pour Vogue, Olivia Marks souligne que le lien entre O'Connor et Buckley « est palpable et se traduit magnifiquement dans leur interprétation des amants maudits de Shakespeare pour une nouvelle production de Roméo et Juliette tout à fait différente des autres ». Elle évoque également la « sensibilité romantique et bohème du tandem, née d'éducations similaires dans des familles créatives et bucoliques ».

## Nominations et récompenses[6]

### Nominations
- Broadcasting Press Guild Awards 2022 : Best Drama Mini-Series
- Online Film & Television Association 2021 : Best Music Composition in A Motion Picture, Limited, or Anthology Series
- Royal Television Society 2022 : Single Drama

### Récompense
- Venice TV Award 2022 : Performing Arts